# Annett Neumann
Annett Neumann (Lauchhammer, 31 de enero de 1970) es una deportista alemana que compitió en ciclismo en la modalidad de pista, especialista en las pruebas de velocidad y contrarreloj.
Participó en dos Juegos Olímpicos de Verano, obteniendo una medalla de plata en Barcelona 1992, en la prueba de velocidad individual, y el cuarto lugar en Atlanta 1996, en la misma disciplina.
Ganó tres medallas de plata en el Campeonato Mundial de Ciclismo en Pista, en los años 1991 y 1996.

## Medallero internacional
| Juegos Olímpicos   | Juegos Olímpicos         | Juegos Olímpicos | Juegos Olímpicos     |
| Año                | Lugar                    | Medalla          | Competición          |
| ------------------ | ------------------------ | ---------------- | -------------------- |
| 1992               | Barcelona (España)       | Medalla de plata | Velocidad individual |
| Campeonato Mundial |                          |                  |                      |
| Año                | Lugar                    | Medalla          | Competición          |
| 1991               | Stuttgart (Alemania)     | Medalla de plata | Velocidad individual |
| 1996               | Mánchester (Reino Unido) | Medalla de plata | Velocidad individual |
| 1996               | Mánchester (Reino Unido) | Medalla de plata | 500 m contrarreloj   |